# Lamprops affinis
Lamprops affinis is een zeekommasoort uit de familie van de Lampropidae. De wetenschappelijke naam van de soort is voor het eerst geldig gepubliceerd in 1958 door Lomakina.